# 库额尔齐斯镇
库额尔齐斯镇，是中华人民共和国新疆维吾尔自治区阿勒泰地区富蕴县下辖的一个乡镇级行政单位。

## 行政区划
库额尔齐斯镇下辖以下地区：
赛尔江西路社区、文化西路社区、赛尔江东路社区、文化东路社区、幸福路社区和也尔特斯村。